# Franz Vorrath

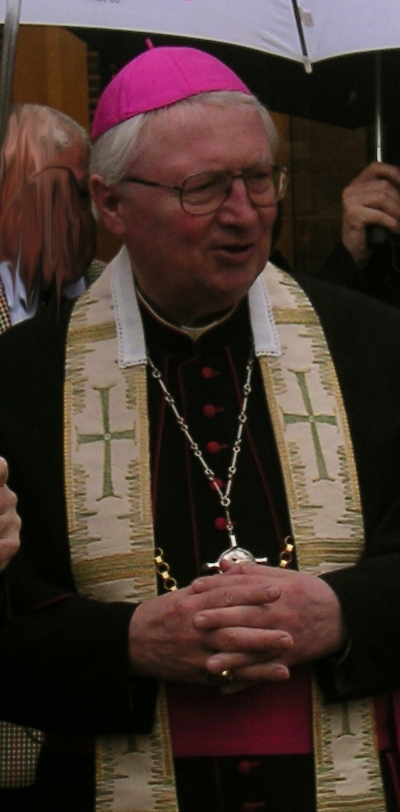
Weihbischof Franz Vorrath (2009)

Franz Vorrath (* 9. Juli 1937 in Essen-Stoppenberg; † 17. Oktober 2022 in Duisburg) war ein deutscher römisch-katholischer Geistlicher und Weihbischof in Essen.

## Leben
Franz Vorrath wurde in Essen-Stoppenberg geboren und wuchs im Nachbarstadtteil Katernberg auf. Nach seinem Abitur 1957 am Leibniz-Gymnasium in Altenessen studierte er Katholische Theologie und Philosophie an der Rheinischen Friedrich-Wilhelms-Universität Bonn und der Westfälischen Wilhelms-Universität Münster. Die Diakonenweihe empfing er am 22. Dezember 1961. Am 26. Juli 1962 spendete ihm Bischof Franz Hengsbach im Essener Dom die Priesterweihe.
Vorrath war in der Seelsorge als Kaplan in St. Peter und Paul in Witten-Herbede (1962–1968) und später als Kaplan in St. Petrus Canisius in Duisburg-Wanheimerort (1968–1975) tätig. Während seiner zweiten Kaplansstelle war er von 1973 bis 1975 Stadtjugendseelsorger und Präses des BDKJ-Stadtverbandes Duisburg.
1975 wurde er Diözesanjugendseelsorger und Präses des BDKJ-Diözesanverbandes im Bistum Essen. Diese Aufgaben hatte er bis 1981 inne. Von 1982 bis 1986 war er Diözesanpräses der KAB im Bistum Essen. Gleichzeitig übernahm er die Aufgabe als Pastor von St. Maria Königin in Essen-Haarzopf. 1986 wurde er Pfarrer von St. Joseph in Oberhausen-Styrum, eine Stelle, die er bis zu seiner Ernennung zum Weihbischof im Bistum Essen innehatte. 1986 wurde er Dechant des Dekanates Oberhausen-Mitte, 1987 Stadtdechant von Oberhausen und 1989 zum nichtresidierenden Domkapitular an der Essener Domkirche ernannt.
Am 22. November 1995 wurde er von Papst Johannes Paul II. zum Titularbischof von Vicus Aterii und zum Weihbischof im Bistum Essen ernannt. Am 7. Januar 1996 empfing er durch den damaligen Ruhrbischof Hubert Luthe in der Essener Domkirche die Bischofsweihe. Gleichzeitig wurde er Bischofsvikar für die Caritas und Vorsitzender des Caritasverbandes für das Bistum Essen. Er wählte für sein bischöfliches Amt den Wahlspruch Quodcumque dixerit vobis facite (deutsch Alles, was ER euch sagt, das tut). Im Juli 1996 wurde er zum residierenden Domkapitular an der Essener Domkirche ernannt.
Nachdem am 29. März 2009 der Essener Bischofsstuhl durch Berufung des bisherigen Ruhrbischofs Felix Genn auf den Münsteraner Bischofsstuhl vakant geworden war, wurde er am 30. März 2009 vom Domkapitel zum Diözesanadministrator des Bistums Essen gewählt. Dieses Amt übte er bis zur feierlichen Amtseinführung von Franz-Josef Overbeck am 20. Dezember desselben Jahres aus.
Am 23. September 2012 wurde in einem feierlichen Pontifikalamt der altersbedingte Ruhestand Vorraths angekündigt. Papst Franziskus nahm am 14. März 2014 seinen altersbedingten Rücktritt an und ernannte gleichzeitig Wilhelm Zimmermann zu Vorraths Nachfolger.
Franz Vorrath starb am 17. Oktober 2022 im Alter von 85 Jahren.

## Ehrungen und Auszeichnungen
- 1981: Goldenes Ehrenzeichen des Bundes der Deutschen Katholischen Jugend (BDKJ)
- 1997: Ehrenring der Stadt Oberhausen
- 2012: Silberner Brotteller des Deutschen Caritasverbandes